# スプートニク5号
スプートニク5号（スプートニク5ごう、露: Спутник-5）は、1960年にソ連によって打ち上げられた有人宇宙船の試験機。動物を軌道上に打ち上げ地球への生還に成功した初めての例である。スプートニク5号はソ連のスプートニク計画の一つだが、ボストーク宇宙船の2回目のテスト飛行も兼ねていたため、コラブリ・スプートニク2号と呼ばれることもある。

## 搭乗員
スプートニク5号はボストーク有人宇宙船の試験機であり、生命維持装置を備えた気密室と大気圏突入のための構造を備えていた。人間こそ乗らなかったものの、ストレルカとベルカと名づけられた2匹の犬やその他の動植物を搭載し、安全性の確認が行われた。

## ミッションハイライト
1960年8月19日にバイコヌール宇宙基地より打ち上げられ、8ヶ月後に世界初の有人宇宙飛行に成功するボストーク1号と同じ軌道に乗せられた。ボンのラジオ局が、世界で初めてスプートニク5号からの信号を受信した。3周目にはスウェーデンのラジオ局がそれを確認した。
この宇宙船にはストレルカとベルカの他に、40匹のマウス、2匹のラット、そして数種類の植物が乗せられていた。翌日には無事地球に帰還し、全ての動植物は生存が確認された。宇宙船には犬の様子を撮影するためのテレビカメラも積まれていた。
帰還の1年後、ストレルカが産んだ仔犬の内の一匹がソ連からアメリカの親善プレゼントとして当時のファーストレディであるジャクリーン・ケネディに贈られた。
なお、スプートニク5号の正確な発射時刻を巡っては論争がある。Sergei Voevodinはその時刻を08:38:24 UTCとするが、公式には08:44:06と伝えられている。